# Candovia aberrata
Candovia aberrata är en insektsart som först beskrevs av Brunner von Wattenwyl 1907.  Candovia aberrata ingår i släktet Candovia och familjen Diapheromeridae. Inga underarter finns listade.